# Buffalo Technology
Pour les articles homonymes, voir Buffalo.
 (avril 2011).
Si vous disposez d'ouvrages ou d'articles de référence ou si vous connaissez des sites web de qualité traitant du thème abordé ici, merci de compléter l'article en donnant les références utiles à sa vérifiabilité et en les liant à la section « Notes et références ».
Buffalo Technology est une entreprise japonaise internationale spécialiste en périphériques de stockage, solutions multimédias et solutions réseau sans fil, pour les particuliers et les petites entreprises. La société est fortement implantée sur le marché des périphériques PC au Japon mais aussi sur le marché international du stockage NAS. Elle est meneuse sur le marché mondial du NAS en 2005, 2006, 2007, 2008, 2009 et 2010.

## Histoire

### Origine
Buffalo tire son nom du groupe japonais duquel la société est issue : « MELCO Inc », à l’origine fabricant de ‘buffers’ d’impression. C’est en 1975 que MELCO Group voit le jour alors que la marque Buffalo naît en 1986. La société est répartie au Japon, aux États-Unis et en Europe.
MELCO est l’acronyme de “Maki Engineering Laboratory Company” qui est une entreprise familiale fondée par Makoto Maki qui en est l’actuel Président.
Le premier succès commercial de la compagnie japonaise date de 1982, lorsque Melco développe le « buffer » d’impression ou mémoire tampon, qui permet de continuer à utiliser les ordinateurs pendant le processus d’impression. Ce produit marquera la première période de croissance forte de la société qui depuis qui innovera par la suite.
Plus tard, Melco sollicite le grand public afin de trouver un nouveau nom de marque pour l’une de ses filiales. Le mot « Buffalo » a été retenu, en référence à la mémoire tampon et au succès qui en découla.
Buffalo Technology est aujourd’hui l’une des 14 filiales de Melco Inc et se définit comme un fabricant de solutions qui contribue à améliorer et simplifier l’environnement numérique du grand public en le montrant par ce slogan : « Easier Digital Life ».
Melco Inc entre à la bourse de Tokyo et de Nagoya en 1996. Elle manifeste une forte activité en Recherche & Développement, la société crée en 2000 la technologie de mémoire DDR pour les ordinateurs portables, un standard toujours utilisé aujourd’hui. 
C’est en 2001 que l’entreprise décide de développer son activité en Europe et s’installe d’abord au Royaume-Uni, en Allemagne, en France puis en Italie et aux Pays-Bas. En 2008, la société crée la filiale Européenne « Buffalo Europe B.V ». Buffalo est aujourd’hui clairement identifié dans l’ensemble de ces pays et accroît d’année en année sa présence.

### Dates clés de la société
- 1975 : Création de la société mère MELCO[7]
- 1981 : La société entre sur le marché des périphériques PC
- 1982 : Lancement du premier ‘buffer’ d’impression PB-32
- 1986 : Création de la société Buffalo
- 1992 : Ouverture du centre de Recherche & Développement de Nogoya (Japon)
- 1992 : Commercialisation des accélérateurs CPU et LAN
- 1994 : La société fait son entrée sur le marché du stockage
- 1995 : Reçoit la certification ISO 9001
- 1996 : Entre dans la première section de la bourse de Tokyo et de Nagoya
- 1998 : Acquisition des sociétés TechWorks Limited (UK et Irlande)
- 1999 : Entrée sur le marché des solutions réseaux sans fil
- 2001 : Implantation sur le marché Européen
- 2007 : Arrivée sur le marché Français[8]
- 2009 : Buffalo Technology reste leader sur le marché mondial du NAS, pour la 5e année consécutive
- 2010 : Buffalo est la première société à livrer des disques durs équipés de la nouvelle norme USB 3.0

### Easier Digital Life
« Easier Digital Life » ; cette signature adoptée par Buffalo est censée montrer la volonté de la société à fournir des solutions pratiques et efficaces pour construire la « maison de demain ». Cette maison se veut entièrement numérique, chaque équipement communiquant l’un avec l’autre pour simplifier au maximum l’échange et la circulation des données.
C’est dans cet esprit qu’en février 2010, Melco Inc et deux autres[Lesquels ?] constructeurs majeurs de périphériques PC (I-O Data Device et DigiOn) se sont associés pour la promotion de la maison numérique. Cette association présidée par Makoto Maki a pour objectif de formuler des recommandations pour créer un environnement et des règles qui permettront aux utilisateurs de profiter à 100 % de la maison numérique.

## Domaines de production

### Solutions de stockage externe
Pour emporter partout ses fichiers multimédias ou stocker un volume important de données, l'entreprise conçoit des disques durs externes mobiles et de bureaux.
- DriveStation, DriveStation Duo, DriveStation Quad, DriveStation Combo4, MiniStation, MiniStation Lite, Dualie, JustStore

Dans cette gamme de produits, le constructeur propose des solutions de stockage optique telles que lecteur/graveur DVD et Blu-ray. De format standard ou slim, ces solutions optiques sont dédiées à la mobilité et intègrent une suite logicielle complète.
La technologie SSD (Solid State Drive) est aussi exploitée par Buffalo. Elle offre plus de performances, de résistance et d'économie d'énergie aux solutions de stockage.
- MicroStation interne et externe

### Solutions de stockage réseau (NAS – Network Attached Storage)
Il s’agit de la spécialisation du constructeur qui a compris depuis longtemps déjà la nécessité d’allier système de stockage et partage des données dans un contexte ou la notion de réseau domestique ne cesse d’évoluer. L’idée est d’avoir un seul disque dur, partagé entre plusieurs ordinateurs.
Ainsi, Buffalo Technology propose une gamme de NAS, de un à quatre disques pour le public.
- LinkStation Pro, Pro Duo, Pro Quad, LinkStation Mini

Destiné à un usage plus professionnel, PME/PMI et petits groupes de travail qui souhaitent échanger facilement et en toute sécurité leurs données:
- TeraStation Duo, iSCSI, Rackmount, ES, Windows Server

### Solutions réseau sans fil
Buffalo Technology propose des produits permettant de partager indéfiniment la bibliothèque multimédia de la maison ou du bureau. Cette gamme se  compose de routeurs, points d’accès et clés Wi-Fi qui créent un réseau sans fil ou optimisent sa portée.

### Autres périphériques
Buffalo commercialise également de nombreux autres accessoires et périphériques PC, mais uniquement sur le marché japonais (clés USB, CPL, claviers, câbles, etc)

## Spécificités des produits Buffalo Technology

### Des technologies ‘maison’
Buffalo Technology développe également des applicatifs et technologies qui s’intègrent dans les produits:
- Suite logicielle intégrée à l'ensemble des disques durs externes et NAS[14]. Cette suite comprend des utilitaires pour améliorer les vitesses de transfert des données, utilitaire de cryptage des données et sauvegarde.
- Technologie AOSS qui permet de créer automatiquement une connexion sans fil sécurisée et configurée.
- Technologie High Power qui réactive les points morts d'un réseau sans fil, améliorant ainsi ses performances

### Application iPhone, iPad et Android
Buffalo Technology propose une application gratuite pour iPhone, iPad et Android permettant à l’utilisateur de téléverser et de télécharger des données à distance sur son terminal mobile.